# Sitodiplosis latiaedeagis
Sitodiplosis latiaedeagis är en tvåvingeart som beskrevs av Liu och Mo 2001. Sitodiplosis latiaedeagis ingår i släktet Sitodiplosis och familjen gallmyggor. Inga underarter finns listade i Catalogue of Life.